# Enrique Pedro Delfino
Enrique Pedro Delfino (Buenos Aires, 15 de noviembre de 1895 - Buenos Aires, 10 de enero de 1967) fue un destacado compositor, pianista, director de orquesta y letrista de tango argentino. Era también conocido como Delfy.
Escribió más de doscientos tangos, algunos de los cuales son considerados verdaderos clásicos del género, como Re Fa Si, Milonguita, Haragán, La copa del olvido, Ventanita florida y Al pie de la Santa Cruz. 
Gardel llegó a grabarle 26 temas y entre esos registros se destacan: Aquel tapado de armiño, ¡Araca, la cana!, Dicen que dicen, Padre nuestro, Palermo y El rey del cabaret. 
Fue uno de los creadores del tango romanza e introdujo innovaciones en el tango canción. Eximio pianista con nivel de concertista, quienes lo conocieron decían que el piano era un apéndice de sus manos. Admiraba a Puccini, Wágner y Verdi y era un profundo conocedor de la teoría musical, de la armonía y el contrapunto, 

## Primeros años
Enrique Pedro Delfino nació en Buenos Aires y como sus padres eran propietarios de la confitería del teatro Politeama ubicado en la esquina de la avenida Corrientes y Paraná tuvo desde su infancia contacto con figuras del arte. Sus padres advirtieron su inclinación por la música y lo enviaron a estudiar esa disciplina en un instituto musical de la ciudad de Turín, Italia. 
Cuando regresó, sus preferencias por la vida nocturna y la bohemia hicieron que en 1912 se fugara con un amigo a Montevideo y allí comenzó a componer y a actuar. Se ganaba la vida como humorista y fantasista del piano y empezó a usar el apodo de Delfy. También se lo conoció como Rock cuando actuó como "clown" musical en el cine Defensa. Asimismo trabajó en los cafés Victoria y Au bon marchè.
En Montevideo compuso el tango El Apache Oriental (1912) al que siguieron Bélgica (1914),Rancho viejo, Sauce llorón, Sans Souci (1917), Bonilla, Pajonal, Boca abierta, Fantástico y el tango milonga Re-Fa-Sí. Antes de regresar a Buenos Aires a comienzos de 1919 había compuesto una maxixa, un vals y alrededor de veinte tangos.
Cabe aclarar que a menudo los músicos de la orquesta de Delfino interpretaban tangos a los que todavía no había dado nombre y los llamaban por sus tres primeras notas, como por ejemplo: re, fa, si. En este caso Delfino al registrarlo usó precisamente ese nombre. 
En el año 1919 actuó en el salón Parisiana, de la calle 25 de mayo de Buenos Aires y como Delfy en el teatro Esmeralda (luego Maipo) en un espectáculo de varieté y desde entonces se le llamó "el humorista del piano".

## Viaje a Estados Unidos
De regreso en Buenos Aires integró con Osvaldo Fresedo, David Roccatagliata y Agesilao Ferrazzano el "Cuarteto de Maestros" y en 1920 con el bandoneonista Fresedo y el violinista Tito Rocatagliatta formó parte de la "Orquesta Típica Select" que viajó a Estados Unidos contratada por la grabadora Victor Talking Machine Co. (luego RCA Victor) en el marco de la lucha con su competidora Nacional-Odeon que poco antes había comenzado a grabar discos de tango en ese país y estaba batiendo récords de ventas en la Argentina, sobre todo discos de las orquestas de Francisco Canaro y Roberto Firpo.
En Estados Unidos la orquesta se completó con el violinista argentino allí radicado Alberto Infante Arancibia y el violoncelista alemán-norteamericano Hermann Meyer.
Entre el 24 de agosto y el 2 de septiembre de 1920 registraron en los estudios centrales de grabación de Víctor ubicados en Camden, Nueva Jersey, un total 54 placas (53 tangos sobre partituras publicadas y uno, Calle Corrientes, sobre el manuscrito original de Delfino pues había sido compuesto pocos días antes y de inmediato la orquesta quedó disuelta. Entre esos tangos estaban A la gran muñeca, Sábado inglés, Qué noche y Entrada prohibida que aparecieron en Buenos Aires al año siguiente.

## El tangoMilonguita
En 1920 Enrique Delfino y el letrista y autor teatral Samuel Linnig compusieron Milonguita (Esthercita) y crearon el molde musical del "tango canción" reduciendo el tango a dos partes en lugar de las tres que tenían habitualmente.
Esta obra fundamental en la historia del tango estrenó el 12 de mayo de 1920 en el viejo teatro Ópera, en ocasión del sainete de Samuel Linnig y Alberto Weisbach "Delikatessen Hauss", interpretado por la actriz María Esther Podestá. El éxito de la obra -y del tango- dieron el espaldarazo definitivo a Delfino. 

## Estilo innovador del tango
En la misma época en que Pascual Contursi incorporaba al tango la letra con argumento, con los versos de "Mi noche triste" dando inicio a la etapa del "tango canción" Delfino compuso Sans souci e inició junto a Juan Carlos Cobián, creador del tango Salomé la tendencia innovadora del "tango romanza".
Sin embargo, Contursi tomaba conocidos tangos instrumentales para acoplarles las letras de su inspiración, o sea que su creación era posterior a la música, no lo hacía en comunión con el compositor como era el caso de Delfino. 
La línea musical innovadora de Delfino fue seguida por grandes músicos de la importancia de Juan Carlos Cobián, Julio y Francisco De Caro, Joaquín Mora y Osvaldo Fresedo, entre otros. 
Delfino actuó también en radio e intervino en numerosas grabaciones, en algunos casos con solos de piano para los sellos "Nacional" y "Víctor", y en otros acompañando a figuras destacadas de la época como Sofía Bozán y Azucena Maizani entre otros.
Su músico preferido era Puccini, cuyos personajes de su ópera "La Bohème" aparecen en la letra de su tango Griseta, que hiciera con José González Castillo, pero también admiraba a Verdi y a Wagner, 
En 1924 viajó a Europa y actuó en el teatro Maravillas de Madrid, pasando luego por otras ciudades españolas y también París, Londres, Berlín, Italia y Brasil en los años sucesivos. 

## Vinculación con el cine y el teatro
En 1924 compuso el tangos: Talán…talán, incluido en la obra Todo el año es carnaval, cantado por el actor Carlos Carranza en el Teatro Nacional. Por otra parte, el tango Francesita que fue parte del sainete Una de tantas del Teatro Maipo.
En 1924 viajó a Europa debutando en teatro, luego en 1925 se dirigió a París, y visitó otras ciudades europeas.
En 1931 escribió música para 14 filmes, entre ellos Los tres berretines.
En uno de esos viajes y hallándose en Francia colaboró con Carlos Gardel en la película Luces de Buenos Aires; en la Argentina musicalizó después muchas otras e intervino como protagonista en la titulada Ronda de estrellas de 1938, ocasión en la cual resultó afectado su sentido de la visión.

## Últimos años
En 1965, en vísperas de cumplir 70 años, la Sociedad Argentina de Autores y Compositores SADAIC le otorgó la distinción "Lira de oro".
En los últimos años Delfino padecía ceguera y una enfermedad que le dificultaba desplazarse. Falleció por una hemiplejía el 10 de enero de 1967.

## Obras musicales
- A buen tiempo
- ¡Adiós que te vaya bien! (con Alberto Vacarezza)
- Al pie de la Santa Cruz (con Mario Battistella)
- Amores viejos
- Aquel tapado de armiño (con Manuel Romero)
- ¡Araca, corazón! (con Alberto Vacarezza)
- ¡Araca, la cana! (Mario Rada)
- Bélgica
- Canto por no llorar (con Gerardo Matos Rodríguez)
- Carmen (Vals)
- Co-Co-Ro-Có (con Benjamín Tagle Lara)
- Dicen que dicen (Alberto J. Ballestero)
- Don Segundo Sombra (con Manuel Romero)
- Eche otra caña pulpero! (con Alberto Vacarezza), estilo.
- El rey del cabaret (con Manuel Romero)
- Estampilla (con Manuel Romero)
- Francesita (con Alberto Vacarezza)
- Guapo y Varon ( con Manuel Romero)
- Griseta (con José González Castillo)
- Haragán (con Manuel Romero)
- La copa del olvido (con Alberto Vacarezza)
- La montonera (Vals)
- La negra
- Lucecitas de mi pueblo (Oyarzábal)
- Marcha del radioaficionado LU (Noe A. Fernández Blanco)
- Milonga negra (Milonga)
- Milonguita (Esthercita) (con Samuel Linnig)
- Muñequita de lujo (Córdoba)
- No le digas que la quiero (con Alberto Vacarezza)
- No salgas de tu barrio (R. Bustamante)
- Otario que andás penando(con Alberto Vacarezza)
- Padre Nuestro (con Alberto Vacarezza)
- Padrino pelao (Julio Cantuarias)
- Palermo (con Juan Villalba y Hermido Braga)
- Pato alegre
- Porotita (Viérgol)
- Qué lindo es estar metido (Parra- Pascual Contursi)
- Re Fa Si
- Sans Souci
- Santa Milonguita (con Enrique Cadícamo)
- ¿Se acuerdan, muchachos? (Suero)
- Sevilla (Moreno), paso doble
- Suburbio
- Talán, talán (con Alberto Vacarezza)
- Tucumana (Navarrine) zamba
- Ventanita florida (con Luis César Amadori)

## Filmografía
- - Como compositor musical.
- Rigoberto (1945) dir. Luis Mottura
- Se rematan ilusiones (1944) dir. Mario C. Lugones.
- Adolescencia (1942) dir. Francisco Mugica.
- Persona honrada se necesita (1941) dir. Francisco Mugica
- Los martes orquídeas (1941) dir. Francisco Mugica
- El mejor papá del mundo (1941) dir. Francisco Mugica
- Medio millón por una mujer (1940) dir. Francisco Mugica
- Margarita, Armando y su padre (1939) dir. Francisco Mugica
- Así es la vida (1939) dir. Francisco Mugica.
- El solterón (1939) dir. Francisco Mugica.
- Tres anclados en París o Tres argentinos en París (1938) dir. Manuel Romero.
- La vuelta de Rocha (1937) dir. Manuel Romero.
- Los tres berretines (1933) dir. Enrique Telémaco Susini.
  - Como director musical.
- Corrientes, calle de ensueños (1949) dir. Román Viñoly Barreto.
- Se rematan ilusiones (1944) dir. Mario C. Lugones.
  - Como compositor de temas de la película.
- La vida es un tango (1939) dir. Manuel Romero. 
  - Como libretista.
- Ronda de estrellas (1938) (en colab. con Héctor Bates) dir. Jack Davison.
  - Como actor.
- Ronda de estrellas (1938) dir. Jack Davison.